# Liss
Liss – wieś w Anglii, w hrabstwie Hampshire, w dystrykcie East Hampshire. Leży 35 km na wschód od miasta Winchester i 75 km na południowy zachód od Londynu. Miejscowość liczy 6081 mieszkańców.

## Znani mieszkańcy
- Richard Dering (1580–1630) – kompozytor
- John Hay Beith (1876–1952) – pisarz
- Michael Hurd (1928–2006) – kompozytor
- Gary Bond (1940–1995) – aktor
- Cliff Lazarenko (ur. 1952) – darter
- Henryk Zygalski (1908–1978) – polski matematyk i kryptolog[3]